# دخشان (وشحة)

تعديل مصدري - تعديل

دخشان هي إحدى قرى عزلة بني رزق بمديرية وشحة التابعة لمحافظة حجة، بلغ تعداد سكانها 175 نسمة حسب تعداد اليمن لعام 2004.